# Diedrich Speckmann
Diedrich Speckmann (* 12. Februar 1872 in Hermannsburg; † 28. Mai 1938 in Fischerhude) war ein deutscher Schriftsteller. Als Vertreter der Heimatkunst wurde er vor allem als „Heidedichter“ bekannt.

## Biografie
Speckmann wurde als erstes Kind des Missionsinspektors Friedrich Speckmann in Hermannsburg geboren. Sein Vater übernahm Pfarrstellen in Müden (Örtze) (1877–1882) und Schneverdingen (1883–1911). Er machte 1891 sein Abitur am Ernestinum Celle. Anschließend studierte er Evangelische Theologie an den Universitäten Tübingen, Leipzig, Erlangen und Göttingen, wo er das 1. und 2. Staatsexamen absolvierte. Bis 1902 hatte er Hauslehrerstellen in Vorsfelde und Eisenach, leistete Einjährigen-Wehrdienst in Göttingen (entlassen als Unteroffizier der Reserve), war Erzieher am „Rauhen Haus“ in Hamburg und Hilfsprediger in Lage. 1902–1908 war er Pfarrer in Grasberg bei Bremen.
Auf eigenen Wunsch ließ sich Speckmann vom Amt aus gesundheitlichen Gründen suspendieren und lebte als freier Schriftsteller ohne dienstliche Verpflichtungen. Nach etwa einjährigem Aufenthalt in Bremen bezog er 1910 ein für ihn erbautes Wohnhaus in Fischerhude bei Grasberg. In diesem Dorf hatte er seinen dauerhaften Wohnsitz bis zu seinem Tod am 28. Mai 1938.
Von Februar 1915 bis Oktober 1918 diente Speckmann als Soldat im Ersten Weltkrieg, die meiste Zeit in der belgischen Etappe. Über seinen Kriegseinsatz verfasste er ein Tagebuch, das 2005 in Druck erschien. In der ersten Hälfte des 20. Jahrhunderts war er dagegen vor allem durch seine Heideromane, wie Die Heideklause, Jan Murken, Das Anerbe und Heidehof Lohe bekannt.
An seinem 54. Geburtstag heiratete er seine Hausgehilfin Marie Alfke. Die Ehe blieb kinderlos.
Nach der Machtübernahme durch die Nationalsozialisten gehörte Speckmann im Oktober 1933 zu den 88 Schriftstellern, die das Gelöbnis treuester Gefolgschaft für Adolf Hitler unterzeichneten. Sein Werk Ehler Wittkopp und sein Geheimnis (1935) wurde 1948 in der Sowjetischen Besatzungszone auf die Liste der auszusondernden Literatur gesetzt.
Ehrungen
- Diedrich-Speckmann-Straßen gibt es in Bremen, Stadtteil Vegesack, Ortsteil Aumund-Hammersbeck, sowie in Kutenholz, Lilienthal und Grasberg.
- Die Diedrich-Speckmann-Wege in Fischerhude, Stade, Müden (Örtze) und Hermannsburg erhielten seinen Namen.
- Speckmannweg in Vorwerk (Celle).
- Speckmannstraße in Hamburg-Wellingsbüttel sowie in Seevetal-Maschen und Schneverdingen.

## Rezension
Der Dichter und Schriftsteller Richard Nordhausen schreibt über Speckmann unter anderem:

„Diedrich Speckmanns Bücher sind prächtige Bücher. […] von den Werken des Heidekindes [geht] ein Zauber aus, der sie nach meinem Empfinden so ziemlich der gesamten neuen Literatur überlegen macht. Sie atmen urdeutsche Frische und Gesundheit, […] Niemals spielt er auch nur sekundenlang Komödie.“

## Werke
- Heidjers Heimkehr (1904), Müden

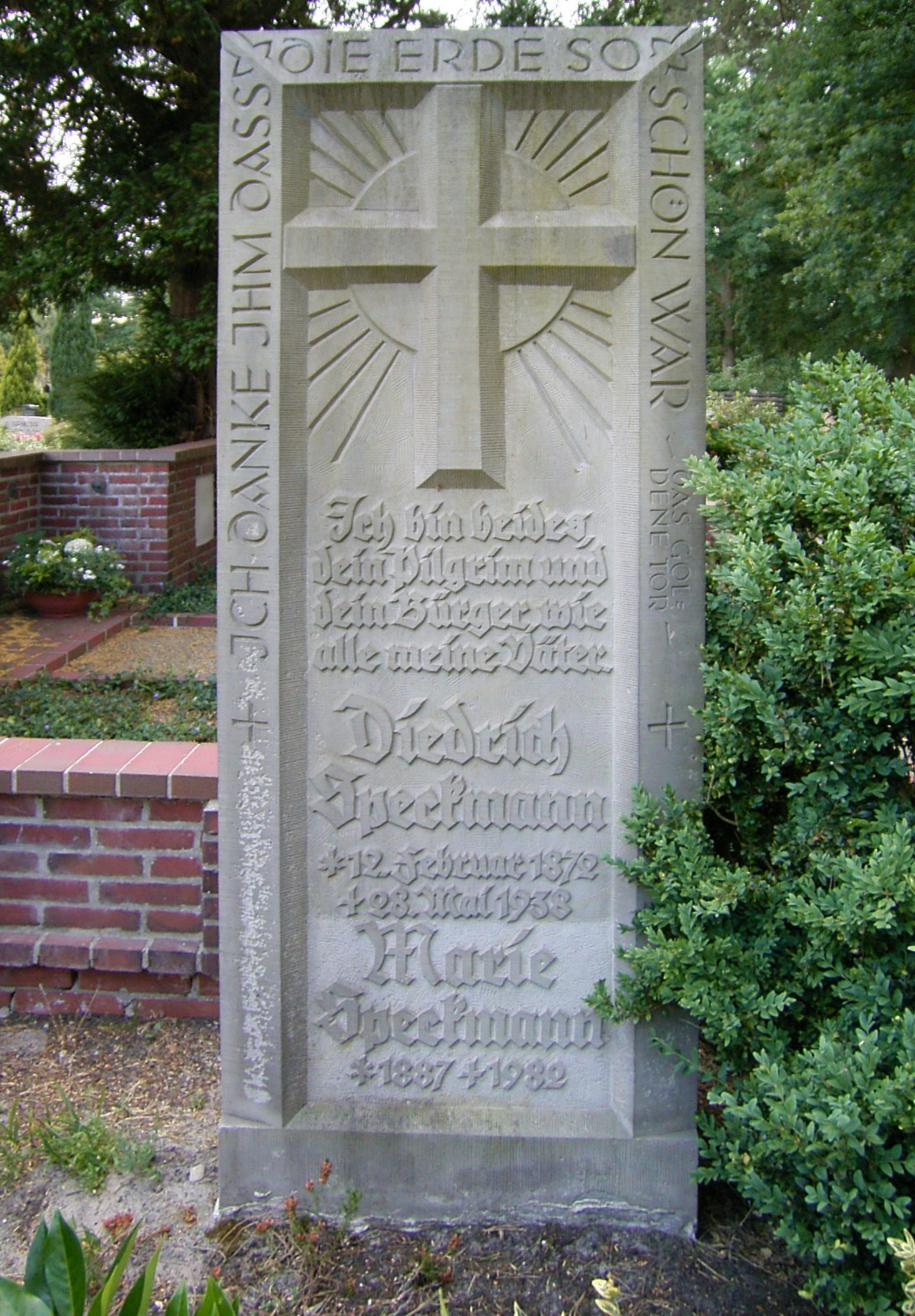
Grabstelle Speckmanns in Fischerhude

- Heidehof Lohe (1906), Celle (Gesamtausgabe, Bd. 2, Leipzig 1921 online – Internet Archive)
- Das goldene Tor (1907), Capri
- Herzensheilige (1909)
- Geschwister Rosenbrock (1911)
- Erich Heydenreichs Dorf (1913)
- Der Anerbe (1914)
- Die Heidklause (1919)
- Neu - Lohe (1920)
- Jan Murken (1922)
- Die Insel im Grünen (1923)
- Der Helfer (1926)
- Lüdinghoff (1927)
- Die Kinder vom Junkershof (1929)
- Gandersmühlen (1930)
- Scholle der Väter (1932)
- Kindheit in der Heide (1934)
- Der Geburtstag
- Ehler Wittkopp und sein Geheimnis (1933)
- Was mein einst war
- Der alte Bauer an seinen Sohn
- Wir pflügen ein Neues (1937), Celle

Anlässlich seines 50. Geburtstags 1922 erschien eine achtbändige Gesamtausgabe (Verlag Martin Warneck, Berlin), welche die ersten 9 Romane beinhaltet. Kürzere Erzählungen (Speckmann bezeichnet auch seine Romane als Erzählungen) wurden in zwei Sammelbänden veröffentlicht:
- Wolken und Sonne (1924)
- Menschen in Moor und Heide (1933)

Im Jahre 2006 veröffentlichte Leo Mielke im Hermannsburger Missionsverlag Auszüge aus den 29 Kriegstagebüchern Speckmanns. In Form eines 74-seitigen Büchleins erschienen 1934 Speckmanns kurzgefasste Lebenserinnerungen unter dem Titel Eine Jugend in der Heide (Titel auf dem Deckblatt: Eine Kindheit in der Heide).